# L'Aventure de Miguel Littín, clandestin au Chili
L'Aventure de Miguel Littín, clandestin au Chili est un livre de Gabriel García Márquez paru en 1986. Cette histoire vraie est écrite sous forme de chronique journalistique sur Miguel Littín, un cinéaste chilien qui rentre clandestinement au Chili en 1985 pour filmer son pays sous la dictature de Pinochet, après 12 ans d'exil au Mexique.
Le livre est d'abord publié sous forme de 10 chroniques journalistiques dans El País en 1986.

## Contexte et histoire
Miguel Littín s'exile au Mexique peu après le coup d'État du 11 septembre 1973 au Chili mené par Augusto Pinochet.
Après plus de 10 ans de dictature, Augusto Pinochet diffuse une liste avec les noms des bannis désormais autorisés à rentrer au Chili. Miguel Littín n'en fait pas partie, et est au contraire mentionné sur une autre liste : celle de ceux dont la visite du pays est formellement interdite.
Miguel Littín est alors convaincu que la seule façon de rentrer au pays est d'utiliser un faux passeport, un faux métier et une fausse excuse, et même une fausse épouse.
Durant sa visite, entre mai et juin 1985, Miguel, qui se fait passer pour un homme d'affaires uruguayen, dirige cinq équipes de tournage pour la réalisation d'un documentaire sur la vie au Chili sous la dictature de Pinochet. Il parcourt le pays du nord au sud et filme ainsi des entretiens avec des Chiliens quelconques ainsi qu'avec des membres de mouvements de résistance qui opèrent clandestinement. Miguel obtient un entretien avec le leader d'un de ces groupes quand il est conduit les yeux bandés vers un hôpital clandestin où le leader est enfermé. Un escadron subversif l'avait auparavant secouru d'un hôpital public où il récupérait des blessures causées par une tentative d'assassinat orchestrée par la police secrète de Pinochet.
Miguel arrive à accumuler suffisamment de matériel — 25 heures de négatifs — et abandonne le Chili au moment où les autorités locales avaient découvert sa présence et alors que des détectives le surveillaient à l'aéroport.
La réalisation du documentaire avait pour but de montrer au monde la répression brutale pendant la dictature et humilier le régime de Pinochet en révélant les réseaux des jeunes gens qui travaillent au Chili pour mettre à bas la dictature.

## Autodafé
Le livre est publié en 1986 en Colombie. En février 1987, le Ministère chilien de l'intérieur a reconnu avoir brûlé les 14 846 copies de la première édition de La aventura de Miguel Littín clandestino en Chile le 28 novembre 1986 à Valparaíso, sous les ordres de Augusto Pinochet,.
Une fois le livre publié au Chili, beaucoup d'espoir mais aussi de polémiques ont été suscitées, en particulier pour les personnes qui appuyaient Pinochet.

## Le film,Acta General de Chile
De l'aventure relatée par García Márquez, sortent deux versions filmées intitulées toutes deux Acta General de Chile : une série documentaire de 4 heures pour la télévision espagnole (coproduite par Miguel Littín, TVE et la Comisión Nacional del V Centenario) et un film de 2 heures pour le cinéma, sorti en 1986,.
Le film reçoit le Prix FIPRESCI de la Mostra de Venise en 1986 ainsi que le prix des auteurs de Venise.
Miguel Littín a déclaré à propos du film : « Ce n'est pas l'acte le plus héroïque de ma vie, mais le plus digne. »